# کارخانه قند (بهار)
کارخانه قند (بهار)، روستایی از توابع بخش لالجین شهرستان بهار در استان همدان ایران است.

## جمعیت
این روستا در دهستان مهاجران قرار دارد و براساس سرشماری مرکز آمار ایران در سال ۱۳۹۵، جمعیت آن ۱۴۷ نفر (۴۰خانوار) بوده است.